# Бруховський Всеволод Ілліч
Бруховський Всеволод Ілліч 7 листопада 1890 — 5 жовтня 1969 народився в Житомирі, в родині службовця житомирської казенної палати. Після закінчення гімназії в 1911 р. став співпрацювати з зоологічним відділом музею  Товариства дослідників Волині, а в 1920 р. призначений його завідувачем.

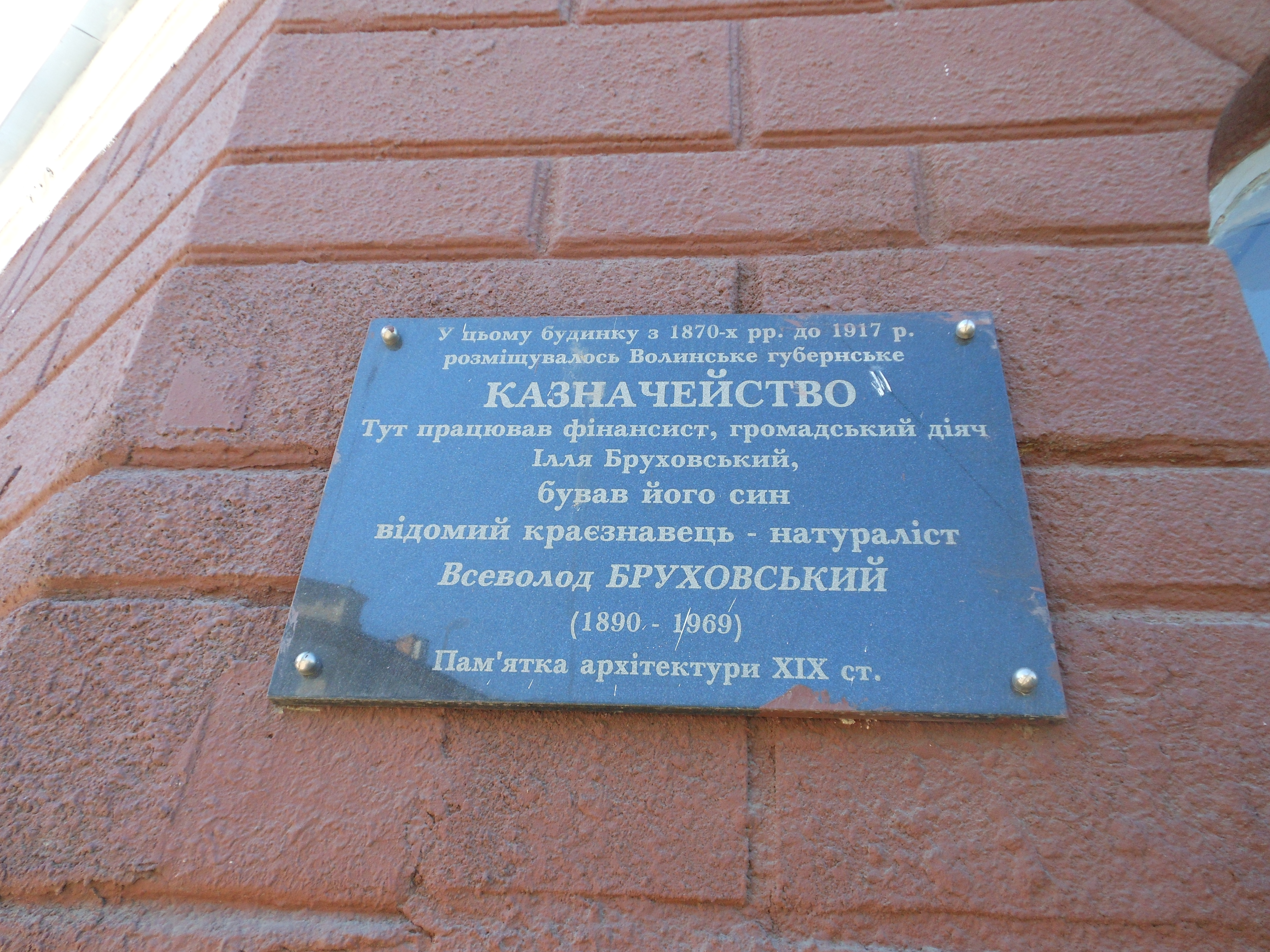
Пам'ятна дошка на будинку № 2 по вулиці В.Бердчівській Житомира про перебування Бруховського В.

Прекрасний таксидерміст, досвідчений мисливець і зоолог-самоучка (за плечима був лише орнітологічний семінар в 1931 р. в Києві, в АН УРСР), великий любитель природи — Бруховський створив унікальні  діорами в зоологічному відділі  Житомирського обласного краєзнавчого музею. Всі — своїми руками, на свої гроші. Що, безсумнівно, зіграло велику роль в природоохоронній пропаганді в області. Бруховський — ініціатор проведення з кінця 20-х років у Житомирі Днів птахів. Деякий час він був секретарем Житомирської організації  Всеукраїнської спілки мисливців і рибалок, вів боротьбу з браконьєрами, займався розведенням дичини і створенням мисливських заказників, організовував юнатські гуртки. Однак, в чорному 1937 р. його улюблену роботу було перервано. 30 вересня 1937 р. в газеті «Радянська Волинь» з'явилася стаття такого собі О. Дорошенка «Хто орудує в Житомирському музеї?», Яка являла собою формений наклеп. На працівників музею були навішені різні політичні звинувачення.
«Викликає сумнів і завідувач зоологічного відділу Бруховський. Це за його ініціативою металеві кільця для кільцювання птахів виписуються із закордону, з Німеччини. Лише в 1937 році Бруховський придбав цілу партію німецький кілець. Хіба не можна такі кільця дістати в нашій країні? Скільки завгодно. Досить підозріло, чому Бруховський з настирливістю віддає перевагу імпортованим кільцям, які немає ніякої потреби привозити із-за кордону».
Цього було достатньо. На початку грудня 1937 р. НКВС заарештувало групу працівників Житомирського музею. Один з них, зав. історичним відділом М. Дмитрук 2 грудня «зізнався», що разом з Бруховським перебував у контрреволюційній організації. 5 грудня заарештовують Всеволода Ілліча, допитують. Наступного дня влаштовують очну ставку з Дмитруком. І цим же днем проштамповується рішення трійки НКВС по Житомирській області: «Бруховського Всеволода Ілліча заслати у ВТТ строком на 8 років, вважаючи термін з 6 грудня 1937 р.». Це при тому, що у слідчих не було ніяких доказів провини зоолога, не рахуючи газетного доносу і «визнання Дмитрука». Сам же Бруховський тримався стійко, себе і своїх товаришів не обмовив. Навпаки, під час допиту навіть знущався над катами:
"Питання: Ви у своїй практичній роботі проводили контрреволюційну діяльність, зокрема, у справі кільцювання птахів?
Відповідь: У цьому я визнаю себе винним, оскільки кільцював птахів німецькими кільцями, тим самим даючи можливість Німеччині отримати великі і цінні дані про життя та розвиток птахів різних порід … ".
Термін свій вчений відбував у Біломор-БалтЛазі — в таборах селища Медвежа Гора. У 1939 р. його дружина Ю. Бруховська пише скаргу до Верховної Ради СРСР з проханням переглянути справу. Всеволоду Іллічу пощастило. Слідчий Малука, «що вів» Бруховського, вже відбував термін за підробку справ. Директор музею Альберт зізнався, що Малука підтасував і його пояснення, і що сам він не звинувачував Бруховського у контрреволюційній діяльності. 25 лютого 1940 р. помічник обласного прокурора по спецсправах X. Ерліх виніс висновок про скасування вироку В. Бруховському.
Так сталося, що врятований своєю дружиною Всеволод Ілліч рятує під час фашистської окупації одну з найбільш чудових в Україні колекцій картин. У листопаді 1943 р. він не тільки забив цвяхами двері в кімнати, де ці картини перебували перед евакуацією до Німеччини, а й найцінніші полотна, ризикуючи життям, сховав у підвалах Преображенського кафедрального собору.
Після війни Бруховскій — знову зав. зоологічним відділом Житомирського краєзнавчого музею. Оновлює діорами. Продовжує збирати зооколлекцію, число експонатів в якій переросло 700. У 1946 р. створює Житомирське відділення  Українського товариства охорони природи. З 1964 р. веде в обласній газеті «Радянська Житомирщина» природоохоронну та краєзнавчу рубрики.
Незрозуміло, але володіючи унікальними знаннями з  орнітології, Всеволод Ілліч не займався наукою як такою. Відомо лише кілька невеликих його наукових публікацій.
У 1967 р. В. І. Бруховський нагороджений орденом Трудового Червоного Прапора, випадок для музейних працівників унікальний.
Зоолог помер 5 жовтня 1969 р., похований на Смолянському кладовищі в Житомирі.
Реабілітовано В. І. Бруховського 23 серпня 1989 р.